# Идзумо (провинция)
Идзумо (яп. 出雲国 Идзумо-но-куни) — историческая провинция в Японии.

Провинция Идзумо на карте Японии со старым административным делением (выделена красным).

Провинция Идзумо находилась на западном побережье острова Хонсю на территории нынешней префектуры Симане в регионе Тюгоку. Наименование провинции происходит от имени синтоистской богини Идзанами. Идзанами считается создательницей Японии. Её могила находится на горе Хиба, на стыке провинций Идзумо и Хоки, близ современного города Ясуги.
Провинция Идзумо в раннее средневековье в Японии пользовалась значительным влиянием. Вплоть до IV века, когда она была присоединена к Ямато, правящий клан Идзумо проводил независимую политику. В более поздние времена этот клан принял роль феодальных владельцев-хранителей синтоистских святынь Идзумо. Так, храм Идзумо-тайся, наряду с храмом Исэ, является наиболее почитаемым в синтоизме.
После периода Сэнгоку клан Идзумо постепенно теряет прежнее влияние; на смену ему с середины XVI и до начала XVII века (до битвы при Сэкигахаре) приходит клан Мори, а затем Идзумо входит во владение рода Мацудайра, боковой ветви династии Токугава, который владел здесь княжествами Мацуэ-хан, Мори-хан и Хиросэ-хан.